# Chaules Pozzebon
Chaules Volban Pozzebon (Capanema, 1982) é um empresário e criminoso brasileiro. Lider de uma organização criminosa voltada para a extração ilegal de madeira e extorsão, Pozzebon foi apontado como o dono de 120 madeireiras em toda região Norte do país, razão pela qual ficou conhecido como o 'maior desmatador do Brasil'. Foi preso durante a Operação Deforest, conduzida pela Polícia Federal, que levou a sua condenação a 99 anos de prisão.

## Vida
Chaules nasceu em Capanema, no Paraná, em 1982. Se mudou para Ariquemes, em Rondônia, no início dos anos 2000, ingressando logo no ramo madeireiro. Possuia algumas empresas no seu nome, algumas em sociedade com familiares, entre eles sua mãe, Maria Salete Pozzebon, e seu filho, Igor José Teixeira Pozzebon, outras empresas eram mantidas por Chaules através de 'laranjas', como Djyeison de Oliveira, José Socorro Melo de Castro e Marcelo Campos Berg, todos empresários que possuiam outras autuações.

### Atuação criminosa
Pozzebon foi preso sob a acusação de liderar uma organização criminosa que invadia terras para extrair madeira ilegalmente, como também manter esquemas de extorsão de assentados e cobrança de 'pedágios' em passagens na região. Junto com ele foram presos outros 15 membros do grupo, desses, 11 eram policiais militares. As denúncias contra a organização começaram no Vale do Jamari, onde moradores reclaram de um esquema de extorsão mantido por pistoleiros, policiais e empresários.
O grupo instalou porteiras em passagens da região, onde cobravam valores que chegavam a milhares de reais dependendo do tipo de veículo, como caminhões e tratores. Mantinham também um domínio sobre um assentamente na região conhecida por 'Soldado da Borracha', onde cobravam dinheiro das famílias assentadas, que aguardam a regularização pela reforma agrária, e faziam ações de intimadação e perseguição para tomar algumas áreas. A organização de Pozzebon se preparava para expulsar definitivamente as familias, e vender a terra em lotes para fazendeiros e madeireiros da região.

### Outras acusações
Pozzebon é acusado de outros tipos de crime, como utilização de trabalho escravo em sua fazenda Pedra Preta, em Cujubim.

## Negócios com empresas frigoríficas

### JBS
Entre 2018 e 2022, a empresa frigorífica JBS chegou à comprar 8.785 de três fazendas pertencentes a Pozzebon, sem que o suposto sistema de monitoramento da empresa indicasse a problemática dos negócios. A empresa reconheceu as compras e informou ter partido de um esquema interno de funcionários para favorecer as fazendas de Chaules.

### Minerva
A Minerva Foods também conduziu negócios com as fazendas de Pozzebon durante o ano de 2021, adquirindo 672 cabeças de gado de fazendo ligadas ao desmatamento ilegal.